# ÖFB-Amateurcup 2007-2008
La ÖFB-Amateurcup 2007-2008 fu la competizione che, per la stagione 2007-2008, ha sostituito la ÖFB-Cup come coppa nazionale di calcio austriaca. Vide la vittoria dell'Horn, che sconfisse in finale il Feldkirchen SV. Grazie a questa vittoria, l'Horn viene ammesso direttamente agli ottavi di finale della ÖFB-Cup 2008-2009 e ottiene il diritto di disputare una partita amichevole contro i campioni d'Austria del Rapid Vienna; venne invece esclusa ogni ipotesi di qualificazione europea, non essendo il torneo accettato a livello continentale.
Durante questa stagione le squadre professionistiche furono escluse dalla coppa, per permettere ai giocatori di arrivare in forma ottimale al Campionato europeo organizzato, tra giugno e luglio 2008, proprio dall'Austria, insieme alla Svizzera.

## Formula
La competizione previde due turni preliminari, giocati con partite di sola andata, tra le formazioni di Regionalliga. Le 16 formazioni così qualificate disputarono la fase finale con ottavi, quarti e semifinali in gara unica, mentre la finale si giocò con partite di andata e ritorno.

## Risultati della fase finale

### Ottavi di finale
| Squadra 1           | Risultato   | Squadra 2        |
| ------------------- | ----------- | ---------------- |
| Blau-Weiß Feldkirch | 3 - 1       | Grödig           |
| WSG Swarovski Tirol | 3 - 1       | Axams/Götzens    |
| Voitsberg           | 3 - 1       | Grazer AK        |
| Wels                | 3 - 0       | Bleiburg         |
| Großklein           | 2 - 4       | Feldkirchen      |
| Horn                | 3 - 0       | Eisenstadt       |
| Wienerberg          | 0 - 3       | St. Pölten       |
| Floridsdorfer       | 3 - 1 (dts) | Admira Wacker M. |

### Quarti di finale
| Squadra 1           | Risultato   | Squadra 2           |
| ------------------- | ----------- | ------------------- |
| Floridsdorfer       | 0 - 3 (dts) | Horn                |
| Blau-Weiß Feldkirch | 3 - 2       | WSG Swarovski Tirol |
| Feldkirchen         | 3 - 2       | Wels                |
| Voitsberg           | 0 - 2       | St. Pölten          |

### Semifinali
| Squadra 1           | Risultato   | Squadra 2   |
| ------------------- | ----------- | ----------- |
| St. Pölten          | 1 - 3       | Horn        |
| Blau-Weiß Feldkirch | 2 - 3 (dts) | Feldkirchen |

### Finale
| Squadra 1 | Totale | Squadra 2   | Andata | Ritorno |
| --------- | ------ | ----------- | ------ | ------- |
| Horn      | 3 - 2  | Feldkirchen | 1 - 1  | 2 - 1   |

#### Andata
| Horn 12 maggio 2008 | Horn | 1 – 1 | Feldkirchen | Sportplatz Horn |

#### Ritorno
| Feldkirch 26 maggio 2008 | Feldkirchen | 1 – 2 | Horn | WIGO HAUS Arena Feldkirchen |